# Napfény farm
A Napfény farm (eredeti angol címe: Big Barn Farm) 2008-ban készült színes, brit televíziós sorozat gyermekeknek. A sorozatot először 2009-ben a CBeebies adta, Magyarországon pedig az M2 vetítette 2013-ban. A sorozat egy angol farmon játszódik, ahol négy állatkölyök kalandjait követhetjük nyomon. A szereplők élő állatok, de szájmozgásuk animáció, és a jelenetek egy része pedig bluebox technikával készült.

## Cselekmény
A kölyökcsapat: Buksi, Turcsi, Gobó és Samu. Mindennap újabb mókában van részük, de van galiba is, amikor nem tudják, mit tegyenek. Ilyenkor segítségükre van Madame, a francia akcentusú okos tehén, Szellő, a ló és még jó pár más állat is.

## Szereplők
Főszereplők (a kölyökcsapat):
- Buksi – Vidám, jószívű labrador retriever kiskutya.
- Gobó – Egy ugrabugra, de falánk kisgida.
- Turcsi – Egy merész és fürge kismalac. Kedvenc mondása: „Hajrá malacok!”
- Samu – Egy szürke szőrű szamárcsikó.

Mellékszereplők:
- Madame – Francia akcentusú, eszes tehén.
- Plútó – Tapasztalt, öreg juhászkutya.
- Riki – Egy nagyképű kakas.
- Szellő – Okos ló.
- Röfi mama – Turcsi anyja.
- Tyúkok, kacsák, juhok, disznók.

Továbbá a gazda, a gazda felesége és a kisfiuk.

## Magyar szinkron
- Seszták Szabolcs – Mesélő
- Vadász Bea – Turcsi
- Bozó Andrea – Gobó
- Szokol Péter – Samu
- Molnár Levente – Buksi
- Szitás Barbara – Madame
- Szabó Máté – Rikki
- Gubányi György István - Plútó
- Szórádi Erika - Röfi mama
- Kossuth Gábor - Szellő

## Epizódok

### 1. évad
1. Új kutya, régi trükkök
2. Rikinek fáj a torka
3. A fű másutt mindig zöldebb
4. Csak csendben!
5. Turcsi és Gobó összevesznek
6. Fogjunk tolvajt!
7. Fontos vendégek
8. A falánk kecske
9. Riki a vezér
10. Hajrá malacok!
11. Kié lesz a díj?
12. Édes álom
13. Egy forró nap
14. Kinek kell elmenni?
15. Újrahasznosítás
16. Bújócska
17. Sátorozzunk!
18. Hulló felhők
19. Költöznek a kacsák
20. Jön a farkas!

### 2. évad
1. Nyár-ünnep
2. Furcsa szagok
3. Az óriás tojás
4. Malacpalota
5. Hová rejtsünk el egy csacsit?
6. Gobó kitalált barátja
7. Hová bújt ez a malac?
8. Gobó csuklik
9. Az égig érő napraforgó
10. A Turcsi-faktor
11. A zöldség tolvaj
12. Születésnapi meglepetés
13. Verseny a mágussal
14. Az elszabadult kacat
15. Tejben-vajban
16. Turcsi kalandjai
17. Ki a legbátrabb?
18. Kényes vendég
19. Bébiszitterek
20. A repülő malac